# 5.º Batallón de Reconocimiento
El 5.º Batallón de Reconocimiento (5. Aufklärungs-Abteilung) fue una unidad de reemplazo del Ejército alemán (Heer) durante la Segunda Guerra Mundial.

## Historia
Formado el 1 de abril de 1943 desde la 5ª Unidad Ciclista. Fue subordinado a la 5ª División de Infantería. La unidad de reemplazo fue el 18º Batallón de Reemplazo de Reconocimiento.